# Camp militaire Lwama
Le Camp militaire Lwama est une installation militaire située dans la province du Maniema, en république démocratique du Congo (RDC). Ce camp joue un rôle stratégique dans la défense et la sécurité de la région, notamment en raison de sa position géographique et de son importance dans la lutte contre les groupes armés et autres menaces à la stabilité.

## Histoire
Le camp militaire de Lwama a été créé dans le cadre des efforts du gouvernement de la République démocratique du Congo pour renforcer la présence des Forces armées de la RDC (FARDC) dans les régions touchées par des conflits. Ce camp a servi de base pour des opérations visant à neutraliser les groupes armés actifs dans le Maniema et les provinces voisines.
Pendant les années 2000 et 2010, la région autour de Lwama a été le théâtre de plusieurs opérations militaires visant à restaurer l'autorité de l'État dans une zone caractérisée par une faible présence gouvernementale et des incursions répétées de groupes armés.

### Fonctions et rôle stratégique
Le Camp militaire Lwama abrite des unités des FARDC qui sont responsables de la sécurité dans la région et de la protection des populations civiles. Les principales missions des forces basées à Lwama incluent :
- La lutte contre les groupes armés locaux et étrangers.
- La sécurisation des infrastructures et des axes de communication stratégiques.
- L'assistance aux populations locales dans des situations d'urgence, notamment en cas de catastrophes naturelles ou de crises humanitaires.

Le camp sert également de point de coordination pour les opérations militaires conjointes dans le Maniema et les provinces environnantes, contribuant à la stabilisation de cette partie du pays.

## Défis
Comme beaucoup d'autres installations militaires en RDC, le Camp militaire Lwama fait face à des défis importants, notamment :
- Le manque d'équipements modernes et de ressources pour mener des opérations efficaces.
- Les difficultés logistiques liées à l'enclavement de la province du Maniema.
- La nécessité de renforcer la discipline et la formation des troupes pour répondre aux exigences des opérations modernes.

## Impact sur la région
La présence du Camp militaire Lwama a un impact significatif sur la sécurité et le développement de la région. Bien que des défis persistent, les efforts des FARDC pour protéger les populations et restaurer l'autorité de l'État ont contribué à réduire l'influence des groupes armés et à améliorer la situation sécuritaire dans certaines zones.

## Perspectives d'avenir
Le gouvernement congolais, avec le soutien de partenaires internationaux, s'efforce de moderniser les infrastructures militaires et d'améliorer les capacités des FARDC. Le Camp militaire Lwama devrait continuer à jouer un rôle central dans ces efforts, notamment en renforçant la sécurité dans une province stratégique comme le Maniema,,,,,,.